# Октадекан
Октадекан (от греч. οκτώ «восемь» + δέκα «десять»: т.е. 18) — органическое химическое соединение класса алканов.

## Свойства
Октадекан отличается тем, что является алканом с наименьшим числом атомов углерода, имеющим твёрдое агрегатное состояние при комнатной температуре и давлении.

## Изомерия
Для октадекана теоретически возможно 60 523 структурных изомеров.